# Altbolschewik
Altbolschewik (russisch ста́рый большеви́к, stary bolʹševik) war die in der Sowjetunion übliche Bezeichnung für Mitglieder der Kommunistischen Partei der Sowjetunion, die bereits vor der Machtübernahme der Kommunisten in der Oktoberrevolution 1917 der Partei bzw. der bolschewistischen Fraktion der Sozialdemokratischen Arbeiterpartei Russlands angehörten. Kollektiv wurden die Altbolschewiki auch als „Alte Bolschewistische Garde“ (russisch старая большевистская гвардия) oder auch als „Alte Parteigarde“ tituliert.